# Rachel Blaney
Pour les articles homonymes, voir Blaney.
Rachel Blaney (née le 18 septembre 1974) est une femme politique canadienne. 

## Biographie
Blaney grandit à Terrace en Colombie-Britannique dans une famille adoptive de la communauté des Premières Nations Stellat'en (en). Elle aménage à Nanaimo pour étudier au Malaspina University-College (en) où elle obtient un baccalauréat en arts dans des études autochtones. Établie à Campbell River en 1998, elle travaille pour la communauté Homalco First Nation avant de devenir directrice exécutive du centre d’accueil pour immigrant du nord de l'île de Vancouver, qui devient plus tard l'Association des services multiculturels et aux immigrants (Multicultural and Immigrant Services Association of North Vancouver Island) en 2007.
Blaney est élue députée du Nouveau Parti démocratique dans la circonscription britanno-colombienne de North Island—Powell River en 2015. Réélue en 2019, elle est à nouveau en 2021.